# باول ماغواير
باول ماغواير (بالإنجليزية: Paul McGuire)‏ هو مقدم برامج إذاعية أمريكي، ولد في 1953.

## وصلات خارجية
- باول ماغواير على موقع IMDb (الإنجليزية)